# Вайолет Оклендер
Вайолет Соломон, у шлюбі Оклендер (англ. Violet Solomon Oaklander, 18 квітня 1927,  Лоуелл, Массачусетс, США — 21 вересня 2021, Лос-Анжелес, Каліфорнія, США) — американська дитяча психологиня, психотерапевтка, авторка власного підходу роботи з дітьми та підлітками, який поєднує методи гештальт-терапії та ігрової терапії. Ідеї підходу виклала у широко відомих книгах «Вікна в світ дитини» та «Приховані скарби».
Сертифікована гештальт-терапевтка, має наукові ступені: доктора наук клінічної психології, магістра консультування з питань шлюбу, сім’ї та дитинства, магістра в області спеціальної педагогіки дітей з порушеннями розвитку емоційної сфери.

## Життєпис
Народилась 18 квітня 1927 року в Лоуелл, Массачусетс в родині єврейських іммігрантів. Росла в Кембридж, Массачусетс в родині Джозефа та Моллі Соломон, мала двох старших братів Сідні та Артура.
У 5 років внаслідок нещасного випадку отримала опік значної частини тулуба, рук та ніг – друг родини вилив на неї окріп. Тривалі місяці переживання та страждання протягом лікування опіку мотивували її в подальшому працювати з дітьми. З інтерв’ю: «Це могло бути початком того, чому я цим займаюся. […] Все, над чим я коли-небудь працювала, особливо в процесі навчання гештальт-терапії… завжди поверталося до того опіку…».
В 11 років захворіла дифтерією, котра дала ускладнення та призвела до втрати слуху.
Коли Оклендер було 17 років, за кілька місяців до закінчення Другої світової війни, в Німеччині було вбито її улюбленого старшого брата Артура.
Була одружена з соцпрацівником та гештальт-терапевтом Гарольдом Оклендером. В 26-річному шлюбі (до розлучення) народила трьох дітей: Мха Атма С. Хальса (Артур), Майкл та Сара. Коли молодшому Майклу було 13, у нього діагностували вовчак, і півтора року, що прогресувало захворювання, Оклендер доглядала за ним до його смерті. Незадовго до цього батько Вайолет помер від серцевого нападу, а її матір збив автомобіль, яким керував підліток. Оклендер почала сумніватися в своїх атеїстичних поглядах.
В зрілому віці Вайолет Оклендер мала велику родину, багато онуків та правнуків, кузенів та племінників. Серед найближчих: 
- Син Мха Атма С. Хальса та його дружина Марта Оклендер (живуть в Лос-Анжелес, Каліфорнія),
- Донька Сара Оклендер, її чоловік Монте Аллен (Сомервіль, Массачусет),
- Онуки та правнуки: Сат Сарбат Хальса,  Сірі Оклендер (його дружина Снейя та донька Емма), Медлін Оклендер, Майкл Аллен (одружений з Керолайн).
- Двоюрідна сестра Рут Блок (Санта-Моніка, Каліфорнія).[3]

Народившись і почавши кар’єру у Лоуеллі, згодом жила і працювала в Маямі, Нью-Йорку, Денвері, Олбані, Лонг-Біч, Ермоса-Біч, Санта-Барбарі. Вийшовши на пенсію, переїхала в Лос-Анжелес, щоб жити поруч з сином та невісткою. Там і провела останні дні.
21 вересня 2021 року, у віці 94 роки, Вайолет Оклендер померла вдома.

## Метод Оклендер
Метод включення гештальт-терапії в ігрову називають «моделлю Оклендер» та використовують для терапії дітей та підлітків. Вайолет Оклендер говорила про свій підхід: «Це дуже безпечний  спосіб говорити про речі, а потім поступово повернути їх [дітям], коли вони можуть володіти своїми почуттями. Ми використовуємо всі ці методи, щоб дати [дітям і підліткам] досвід взаємодії з тими частинами себе які вони більше не контролюють і не переживають. Ми можемо проводити багато сенсорної роботи, навіть з підлітками, щоб допомогти їм повернути контакт з їх відчуттями - дотиком, зором, слухом, смаком і запахом - і відчути свої відчуття, які є невід'ємною частиною тіла, переживання».
Модель Оклендер застосовує принципи гештальт-терапії в терапевтичній роботі з дітьми та підлітками з метою повернути дітям втрачені ними аспекти себе. Згідно з методом, відповідно до того, як у дитини зростає відчуття внутрішньої підтримки, її здатність проявляти свої емоції також збільшується. Діти стають ціліснішими, коли краще усвідомлюють свої емоції, а творчі та проективні техніки, що використовуються в ігровій гештальт-терапії, відіграють важливу роль у цьому процесі. Оклендер писала: "Гнів - найважча емоція для будь-якої людини, і особливо для дітей. Безсумнівно, він є коренем багатьох їх проблем. Нормалізація та опрацювання почуття гніву для досягнення більш спокійного стану - важливий аспект процесу зцілення".
Вайолет Оклендер вважала, що автентичні стосунки між терапевтом і клієнтом є ключовим фактором у терапевтичному процесі, і що без них не може бути справжньої роботи. Терапевт і дитина – дві людини, що вступать в неієрархічні стосунки як рівні і залишаються відкритими тому, що може принести зустріч. Терапевт вступає у стосунки не як експерт, а як аутентичне Селф, справжнє «Я», що стимулює клієнта до такого ж прояву.
Психотерапевка зазначала, що застосування принципів гештальт-терапії допомагає дітям знову стати цілісними, оскільки гештальт-терапія «зміцнює самість (Селф)». Оклендер казала, що більшість її дітей-пацієнтів не почувалися добре і не знали себе. Тому вміння дитини говорити: «От, що мені подобається, от, що мені не подобається, ось який я злий», допомагає відчувати себе сильною та впевненою. Крім того, концепція гештальт-терапії "тут і тепер" – важлива складова стосунку дитини з терапевтом, адже діти не скажуть: "Мені дійсно потрібно дати раду насильству, що сталося зі мною в минулому". Проте минулі травми стають частиною сьогодення, і коли ми можемо разом з дитиною витягнути їх, подивитися на них, це змінює ситуацію.
На думку Вайолет Оклендер, гештальт-терапія допомагає людям усвідомити, що вони роблять, як вони це роблять, і заохочує жити сьогоденням, «бути тут і зараз», допомагає зробити найкращий вибір. Діти більше живуть в моменті, ніж дорослі. Але замість «усвідомлення» того, що вони роблять, потрібно дати їм досвід для розуміння того, як вони діють у цьому світі. Це відбувається через творчість і середовище. «Ми експериментуємо, щоб дитина могла відчути ті частини себе, які вона відрізала або втратила». Професор Петер Мортола визначає набір терапевтичних дослідів з використанням різних матеріалів: малюнків, глини, лотків з піском та ляльками, а потім показує, як кожен з цих терапевтичних дослідів має схожу базову структуру. Таким чином, модель Оклендер залучає дитину до ігрової діяльності, яка часто відображає дуже реальні проблеми та аспекти із життя самої дитини.